# Crocomela imperialis
Crocomela imperialis là một loài bướm đêm thuộc phân họ Arctiinae, họ Erebidae.